# Štaglinec
Štaglinec je prigradsko naselje u sastavu Grada Koprivnice. Prema popisu iz 2001. ima 491 stanovnika koji žive u 146 domaćinstava.
Nastalo je u 20. stoljeću. Točnije, dvadesetih godina prošlog stoljeća u velikim migracijama stanovništva Hrvatskog zagorja prema istočnoj Slavoniji, nakon I. svjetskog rata. Jedan dio migranata, posebice iz okoline Krapine i Trakošćana, ostao je na današnjem području naselja i njih smatramo starosjediocima i osnivačima naselja. Zovu ga i "Zagorskom enklavom u srcu Podravine".
Danas je Štaglinec razvijeno prigradsko naselje, s desetak otvorenih obrta, podosta zaposlenih u gradskim poduzećima, kompletno uređenom infrastrukturom - voda, struja, plin, kanalizacija i pješačko-biciklistička staza. U naselju djeluje Udruga žena "Proljeće" Štaglinec i DVD Štaglinec. Naselje je osnivanjem nove župe "Bl. Majke Tereze" u Starigradu, potpalo pod istu. Dan mjesta je 5. kolovoza, blagdan Gospe Snježne, a nakon Domovinskog rata, u kojem sudjeluje proporcionalno prema broju stanovnika vrlo visok broj mještana naselja, slavi se Dan pobjede i domovinske zahvalnosti. U povodu dana naselja, svake godine organizira se nekoliko, sada već tradicionalnih manifestacija - procesija od raspela do Društvenog doma i sveta misa za sve stanovnike, Svećana sjednica VMO Štaglinec, turnir u "Belotu" za stanovnike naselja -( jedan u paru mora biti Štaglinčan) - "Bapski susreti" - susreti udruga žena koje na veoma zanimljiv i humorističan način od zaborava žele sačuvati tradicijske igre naših predaka i pokoju iz sadašnjosti - malonogometni turnir prijateljstva u organizaciji DVD-a na koji budu pozvana prijateljska i pobratimska društva iz RH i susjedne R. Slovenije i R. Mađarske - ljetno piknik kino - za koje je obavezno da dođene bez karte ali s dekicom, kako bi se mogli što udobnije smjestiti na livadi pored igrališta i pratiti projekcije filmova. Ono po čemu smo prvo spomenuti na internetskim stranicama i jedinstveni u široj okolici, svakako je umjetnička manifestacija performera, pod nazivom "Moja zemlja", autorice Vlaste Delimar.

## Stanovništvo
| broj stanovnika |       |       |       |       |       |       |       |       | 124   | 218   | 346   | 359   | 400   | 434   | 491   | 466   | 453   |
|                 | 1857. | 1869. | 1880. | 1890. | 1900. | 1910. | 1921. | 1931. | 1948. | 1953. | 1961. | 1971. | 1981. | 1991. | 2001. | 2011. | 2021. |